# Hoplolatilus cuniculus
Hoplolatilus cuniculus är en fiskart som beskrevs av Randall och Dooley, 1974. Hoplolatilus cuniculus ingår i släktet Hoplolatilus och familjen Malacanthidae. Inga underarter finns listade i Catalogue of Life.